# Chatterton (album)
Pour les articles homonymes, voir Chatterton.
Albums de Alain Bashung
Réservé aux Indiens
(1993) Confessions publiques
(1995)
Singles
1. Ma petite entreprise
Sortie : 1994
2. J'passe pour une caravane
Sortie : 1994

Chatterton est le neuvième album studio d'Alain Bashung, paru le 17 mai 1994 chez Barclay Records.

## Historique
Qualifié de « Country New Age », Chatterton mêle l'utilisation de la pedal steel (notamment dans J'passe pour une caravane) et des synthétiseurs. Le morceau le plus connu issu de l'album, Ma petite entreprise, a permis de donner un large écho à d'autres titres comme À perte de vue (rejoué lors de la tournée suivant l'album Bleu pétrole), À Ostende ou L'Apiculteur[réf. nécessaire].
Au cours des années suivantes, l'artiste a un regard négatif sur la réalisation de l'album et changera de méthode de travail sur les albums suivants.

## Liste des titres
| No  | Titre                     | Auteur                                                    | Durée |
| --- | ------------------------- | --------------------------------------------------------- | ----- |
| 1.  | À perte de vue            | Alain Bashung - Jean Fauque / Alain Bashung               | 5:07  |
| 2.  | Que n'ai-je               | Alain Bashung - Jean Fauque / Alain Bashung               | 3:55  |
| 3.  | Ma petite entreprise      | Alain Bashung - Jean Fauque / Alain Bashung               | 4:11  |
| 4.  | Elvire                    | Alain Bashung - Jean Fauque / Alain Bashung               | 4:19  |
| 5.  | Un âne plane              | Alain Bashung - Jean Fauque / Alain Bashung               | 3:56  |
| 6.  | Après d'âpres hostilités  | Alain Bashung - Jean Fauque / Alain Bashung               | 4:24  |
| 7.  | J'avais un pense-bête     | Alain Bashung - Jean Fauque / Alain Bashung               | 3:26  |
| 8.  | J'passe pour une caravane | Alain Bashung - Jean Fauque / Alain Bashung               | 3:42  |
| 9.  | Danse d'ici               | Alain Bashung - Jean Fauque / Alain Bashung               | 4:05  |
| 10. | À Ostende                 | Alain Bashung - Jean Fauque / Alain Bashung               | 4:02  |
| 11. | L'Apiculteur              | Alain Bashung - Jean Fauque / Alain Bashung               | 4:37  |
| 12. | J'ai longtemps contemplé  | Alain Bashung - Jean Fauque / Alain Bashung - Jean Fauque | 3:56  |

## Réception critique
Selon l'édition française du magazine Rolling Stone, cet album est le 40e meilleur album de rock français.

## Crédits musicaux

### Musiciens
- Alain Bashung : chant, guitares (11)
- Ad Cominotto : claviers (1), batterie (1), percussions (1)
- André Georget : claviers (12), basse (12), percussions (4, 6, 7, 12)
- Michael Brook : guitare (sauf 10), batterie (5), percussions (5)
- Eddie Martinez : guitare (1, 3, 4, 7 à 10, 12)
- Pierre Van Dormael : guitare (1), guitare acoustique (5, 7, 11)
- Nicolas Fiszman : guitare basse (1, 3 à 5, 7, 9 à 11), basse archet (1), guitare acoustique (2), guitare (3, 4)
- Evert Verhees : guitare basse (2)
- Barry Mac Neese: guitare basse (8)
- Stéphane Belmondo : trompette (1, 7, 11, 12)
- Marc Ribot : guitare (2, 3, 4, 6, 7, 11)
- Link Wray : guitare (2, 4, 8, 9)
- Jimmy Wilsey : guitare (4, 8, 12)
- Jean-Marc Lederman : claviers (2, 4, 5, 6, 10), batterie (2, 6), percussions (2, 6)
- Jean-Pierre Pilot : batterie (4, 6, 7), percussions (4, 6, 7), basse (12), claviers (12)
- Sonny Landreth : guitare (5), guitare slide (3, 8, 10)
- Dirk Blanchart : batterie (3, 7), percussions (3, 7)
- Polino et Rude Lion : claviers (3)
- Dony Wynn : percussions (3, 4, 10), batterie (4, 8, 9)
- Ally McErlaine : guitares (4, 7 à 10)
- Jean Fauque : batterie et percussions (4, 11, 12), claviers (4, 12), textes

### Production
- Alain Bashung : production
- Djoum : prise de son, mixage (4, 12), production
- Phil Delire : prise de son (1 à 11), mixage (1 à 3, 5 à 11), production
- Michel Diericks : prise de son (3, 4, 6, 7, 11, 12)
- Marc Thonon : production exécutive
- Jean-Baptiste Mondino : photos
- Huart / Cholley : graphisme